# Helena Miagian Papilaya
Helena Miagian Papilaya (ur. 16 kwietnia 1962) – indonezyjska judoczka. Olimpijka z Barcelony 1992, gdzie zajęła trzynaste miejsce w wadze średniej.
Uczestniczka mistrzostw świata w 1987 roku.

## Letnie Igrzyska Olimpijskie 1992
| Konkurencja | Eliminacje                   | Repasaże            | Klas. końcowa |
| Konkurencja | Przeciwnik I                 | Przeciwnik I        | Miejsce       |
| ----------- | ---------------------------- | ------------------- | ------------- |
| 66 kg       | Emanuela Pierantozzi (ITA) P | Chantal Han (NED) P | 13.           |